# 마이크 패럴
마이크 패럴(Mike Farrell, 1939년 2월 6일 ~ )은 미국의 배우이다.

## 출연 작품
- 슈퍼맨: 브레이니악 어택 (2006)
- 로커스트 (2005)
- 저스티스 리그 (2001)
- 패치 아담스 (1998)
- 섹슈얼 마인드 (1997)
- 메모리스 오브 M*A*S*H (1991)
- KGB의 망명 (1990)
- 죽음의 강 (1989)
- 런 틸 유 폴 (1988)
- 닉키와 지노 (1988)
- 프라임 서스펙트 (1982)
- 유령 편지 (1979)
- 매쉬 - 시리즈 (1972)
- 닥터 웰비 (1969)
- 타겟 (1968)
- 카운트다운 (1968)
- 아이언 사이드 (1967)
- 졸업 (1967)
- 우리 생애 나날들 (1965)

### 텔레비전
- 슈퍼맨 (1996-99) - 목소리